# Charles Ponzi
Charles Ponzi, nato Carlo Pietro Giovanni Guglielmo Tebaldo Ponzi (Lugo, 3 marzo 1882 – Rio de Janeiro, 15 gennaio 1949), è stato un truffatore italiano.
Registrato all'anagrafe con il nome di Carlo Pietro Giovanni Guglielmo Tebaldo Ponzi, tra i molti nomi che adottò per mettere in atto le sue operazioni ci sono Charles Ponci, Charles P. Bianchi, Carl e Carlo. Emigrato negli Stati Uniti d'America, divenne uno dei più grandi affaristi truffatori della storia statunitense. Divenne famoso per aver utilizzato su larga scala una tecnica da lui stesso ideata. Le sue truffe ebbero una notevole risonanza sui mezzi d'informazione, che denominarono la tecnica da lui adottata «schema Ponzi».

## Biografia

### Origini e formazione
I primi anni della sua vita sono difficili da ricostruire: le uniche fonti al riguardo sono le sue memorie, la cui attendibilità è limitata dalla sua propensione a inventare e abbellire gli eventi. 

Nato a Lugo, in provincia di Ravenna, il 3 marzo 1882, trascorre l'adolescenza a Parma, dove in seguito trova un impiego alle Poste. Si iscrive da lì a poco all'Università La Sapienza di Roma, inserendosi in un giro di studenti che considerano il periodo universitario come una "vacanza di quattro anni"; Ponzi li segue in giro per bar e teatri, spendendo improduttivamente i fondi a sua disposizione. A un certo punto, a corto di risorse, abbandona l'università e si imbarca per Boston.

### L'emigrazione in Canada e negli Stati Uniti
Secondo quanto riportato dallo stesso Ponzi, arriva negli Stati Uniti nel 1903 con soli due dollari e cinquanta centesimi in tasca, dopo aver perso in scommesse tutti i risparmi di una vita durante il viaggio in nave. Impara presto l'inglese e trascorre gli anni seguenti facendo alcuni lavoretti lungo la East Coast. Alla fine trova impiego come lavapiatti in un ristorante, dove la notte dorme sul pavimento. Riesce a farsi promuovere cameriere, ma viene presto licenziato per piccoli furti e perché imbrogliava i clienti sul resto.
Nel 1907 si sposta a Montréal (Canada), dove diventa consulente del Banco Zarossi, giovane banca fondata da Luigi "Louis" Zarossi per gestire i risparmi degli immigranti italiani che arrivano in città. Zarossi garantisce un tasso d'interesse del 6% sui depositi, doppio del tasso corrente, e questo consente una crescita molto rapida dell'istituto creditizio. Ponzi però si accorge presto che in realtà Zarossi versa in gravi difficoltà economiche, a causa di alcuni prestiti immobiliari sbagliati, e che riesce a pagare gli interessi servendosi di uno schema piramidale: utilizza infatti allo scopo i depositi dei nuovi correntisti al posto degli utili realizzati sul capitale investito. La banca alla fine fallisce e il patron fugge in Messico con gran parte del denaro.
Ponzi decide inizialmente di rimanere a Montréal e, per qualche tempo, vive nella casa di Zarossi, aiutandone la famiglia. Nel mentre tenta di ritornare negli Stati Uniti e cerca di racimolare i soldi per il viaggio: mentre si trova negli uffici di uno degli ex clienti di Zarossi trova un libretto di assegni incustodito, ne stacca uno intestandoselo per $423,58 e falsifica la firma di uno dei direttori della compagnia. Scoperto dalla polizia, che aveva notato le ingenti spese effettuate subito dopo la riscossione dell'assegno, Ponzi, mostrando i polsi, si dichiara colpevole. Finisce in una prigione del Québec, dove trascorre tre anni come detenuto numero 6660. In una lettera dice alla madre di aver trovato lavoro come "assistente speciale" di una guardia carceraria.
Dopo il rilascio, nel 1911, decide di ritornare negli Stati Uniti e si fa coinvolgere in un progetto di immigrazione clandestina di italiani. Viene scoperto e trascorre altri due anni in un carcere di Atlanta, dove conquista la fiducia di una guardia carceraria, che stava intercettando le lettere del famoso gangster Ignazio "the Wolf" Lupo e lo assume come traduttore.

### L'ideazione dello "schema Ponzi"

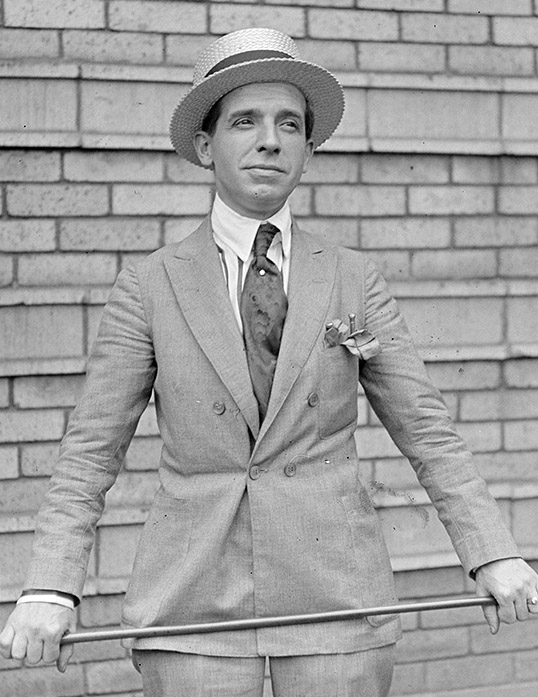
Charles Ponzi in una fotografia del 1920

Liberato, Ponzi torna a Boston, dove incontra una ragazza italiana, Rose Gnecco, che ne rimane affascinata. Benché Ponzi non racconti a Rose del suo passato in carcere, la madre invia alla ragazza una lettera in cui descrive il passato burrascoso del figlio. Nonostante questo, Rose decide di restare con Ponzi, con cui convola a nozze nel 1918.
Nei mesi successivi Ponzi si occupa di diversi affari. Scrive una «Guida del commerciante», una sorta di vademecum per promuovere i rapporti commerciali. La guida contiene le pubblicità e gli indirizzi di una serie di inserzionisti, di tutti i generi merceologici. Il volume viene spedito agli interessati, su richiesta. La Guida passa pressoché inosservata, finché alcune settimane dopo Ponzi riceve una lettera da una società spagnola che chiede informazioni in merito al volume. La lettera è accompagnata da un buono di risposta internazionale (in inglese International Reply Coupon - IRC), che consente, nei paesi federati all'Unione postale universale, di ottenere un francobollo per inviare la busta di risposta.
Ponzi non ne ha mai visto uno prima di allora e chiede informazioni. In tal modo scopre che, dato il diverso costo della vita in Spagna rispetto agli Stati Uniti, il buono (spagnolo) vale di meno del francobollo (americano). I buoni hanno un costo diverso in ciascun Paese ma il loro controvalore in francobolli è lo stesso dappertutto. Gli accordi postali internazionali prevedono che il destinatario non possa utilizzare i francobolli della nazione del mittente, né il mittente può, nel proprio paese di residenza, acquistare i francobolli del paese estero di residenza del destinatario. I buoni internazionali risolvono il problema, permettendo di pagare i costi postali di uno scambio di corrispondenza tra due mittenti che vivono in stati diversi, con un diverso costo della vita.
Ponzi calcola che, ricevendo i buoni da un paese dove il costo della vita è inferiore a quello statunitense, come la Spagna o l'Italia, la sola transazione (detta in gergo economico "arbitraggio") può generare un profitto. 100 buoni possono originare 100 francobolli, ma se un buono spagnolo (costo in dollari = 10 centesimi) è cambiato negli Stati Uniti con francobolli da 15 o 20 centesimi l'uno, ecco che il profitto è del 50% o del 100%. L'alta inflazione del primo dopoguerra aveva infatti diminuito il costo dell'affrancatura in Italia al cambio in dollari statunitensi. Quindi, acquistando i buoni in Italia e scambiandoli con francobolli statunitensi, dovrebbe essere possibile guadagnare sulla differenza.
Elabora quindi uno schema operativo che prevede l'invio dei soldi all'estero presso un mandatario incaricato di acquistare gli IRC e inviarglieli negli USA; lui li avrebbe poi scambiati con francobolli statunitensi per poi rivenderli. Ponzi sostiene che il saggio di profitto realizzabile, tenuto conto delle transazioni e dei tassi di cambio, è del 400%. Inoltre questa forma di arbitraggio non è di per sé illegale. Ponzi incoraggia amici e colleghi a scommettere sul suo sistema, promettendo loro un tasso di rendimento sugli investimenti del 50% in 90 giorni.
Costituisce una società, la Securities Exchange Company, per promuovere il suo sistema. Alcuni (all’inizio perlopiù altri immigrati italiani) investono e sono ripagati come promesso. Si sparge la voce e gli investimenti cominciano ad affluire da tutta Boston e dai dintorni a un tasso crescente; Ponzi assume degli agenti e paga provvigioni molto generose. Nel mentre però si rende conto di non poter fondare il proprio business, come previsto, sulla compravendita degli IRC: i buoni circolanti sono infatti poche decine di migliaia, ma soprattutto, se è vero che il margine lordo di profitto nella compravendita di ciascun buono è teoricamente enorme, in pratica gli overhead (le spese generali) che occorre affrontare per gestire l'acquisto e il successivo riscatto di tutti i coupon, ciascuno di valore estremamente basso se preso individualmente, sono tali da erodere gran parte dei profitti. In ragione di ciò, probabilmente memore di quanto appreso ai tempi del Banco Zarossi, Ponzi inizia a sua volta a praticare di nascosto uno schema piramidale, remunerando i vecchi investitori coi soldi dei nuovi. 
Il gioco inizialmente regge: a febbraio 1920 il capitale di Ponzi ammonta a 5.000 dollari, una somma già abbastanza cospicua per il tempo. A marzo si arriva a 30.000 dollari e partono le assunzioni di altri agenti per raccogliere fondi dal New England e dal New Jersey. Chi investe denaro nella compagnia in quel periodo guadagna moltissimo e questo incoraggia altri a investire i propri fondi. A maggio Ponzi ha raccolto 420.000 dollari e inizia a depositare il denaro nella Hanover Trust Bank, puntando a incrementare il deposito fino a poter prendere il controllo della banca; la manovra gli riesce e a luglio è già diventato milionario. Le persone ipotecano le proprie case e investono nella compagnia tutti i loro risparmi; molti reinvestono nella compagnia tutti gli utili. Ponzi incamera fondi a tassi esorbitanti, ma un'analisi finanziaria avrebbe potuto mostrare come in realtà la compagnia fosse in forte perdita. Nonostante questo, fino a quando i soldi continuano ad affluire, è possibile per Ponzi remunerare gli investitori ai tassi promessi.
Il “patron” parallelamente ostenta uno stile di vita sempre più opulento, mostrandosi in pubblico con abiti costosi, guidando un’automobile Locomobile e comprando una villa con piscina riscaldata. La sua capacità comunicativa fa il resto, guadagnandogli un’ottima copertura mediatica.

### I primi sospetti, le frodi e l'arresto
Con l'espandersi del "business" cominciano ad avvertirsi i primi segnali del suo fallimento: un rivenditore di mobili, che ne aveva venduti alcuni a Ponzi quando questi non poteva permettersi di pagare, lo cita in giudizio per il dovuto. Ponzi vince la causa, ma le persone cominciano a chiedersi come egli abbia fatto da nullatenente a diventare un milionario in così poco tempo. Alcuni investitori decidono così di ritirare i loro fondi dalla Securities Exchange Company: Ponzi li remunera profumatamente e la corsa all'uscita dalla compagnia si esaurisce. Ancora il 24 luglio 1920 il Boston Post pubblica un articolo positivo su Ponzi e il suo schema, permettendogli di fare incetta di fondi come mai prima d'allora, con una raccolta giornaliera che arriva fino a 250.000 dollari. Ma uno dei redattori del Post, non convinto, ingaggia un investigatore per fare luce sulla società di Ponzi, che finisce anche sotto la sorveglianza dello Stato del Massachusetts. Ponzi decide di incontrare gli ispettori proprio il giorno della pubblicazione dell'articolo e per distogliere temporaneamente i funzionari dai libri contabili della società si offre di sospendere la raccolta durante le indagini; la mossa effettivamente riesce a placare lo zelo investigativo degli ispettori.
Ponzi cerca una via di uscita dalla situazione, ma già il 26 luglio il Post inizia la pubblicazione di una serie di articoli che pongono seri dubbi sulle operazioni della Securities Exchange Company; il noto analista finanziario Clarence Barron, contattato dal giornale per esaminare lo schema di Ponzi, osserva che, nonostante i rendimenti fantastici realizzati dalla società, Ponzi non sta investendo in essa. Viene inoltre evidenziato che le attività della Securities Exchange Company avrebbero richiesto una quantità circolante di 160.000.000 buoni postali, mentre ne risultano emessi solo 27.000; le Poste statunitensi, interpellate in proposito, negano di aver riscontrato acquisti o scambi ingenti di coupon, né in patria né all'estero. Inoltre, come già accennato, emerge che le spese generali necessarie per acquistare e riscattare tutti i buoni portano i profitti netti quasi a zero.
Gli articoli causano un'ondata di panico tra coloro che hanno investito nella compagnia: una folla di persone si assiepa davanti all'ufficio di Ponzi, il quale per tentare di placare le acque sborsa $2.000.000 di risarcimenti in tre giorni, oltre a recarsi a discutere personalmente con le persone, cui offre caffè e ciambelle e che rassicura, dicendo che non hanno niente da temere. Molti cambiano idea e lasciano i loro risparmi presso di lui. Frattanto i dirigenti delle Poste annunciano un cambiamento nei tassi di conversione postale, il primo dall'anteguerra, avendo però cura di dichiarare esplicitamente che i nuovi tassi non sono dovuti a nessuno schema posto in essere da individui o società al fine di lucrare sulle differenze nei tassi di cambio.
Ponzi seguita ad accumulare denaro, ma solo aumentando le passività. Ad un certo punto, in un'ottica truffaldina, la soluzione più logica sarebbe stata quella di trasportare il denaro fuori dagli USA, dove le autorità non sarebbero riuscite a recuperarlo. Ponzi invece, preoccupato di preservare la propria immagine "onesta", resta a Boston e continua a rimborsare gli investitori; stando alla sua autobiografia, spera sempre di riuscire a utilizzare il tesoro accumulato per iniziare un commercio legale che avrebbe generato rendimenti tali da permettergli di rimborsare gli investitori e far arricchire tutti.
Nel frattempo Ponzi aveva anche assunto un agente pubblicitario, un certo James McMasters, il quale presto diventa diffidente verso la buona fede del capo, essendo peraltro a conoscenza delle inchieste che lo interessano. Questi decide infine di contattare il Post, affermando di avere le prove della "follia finanziaria" di Ponzi. Il giornale, fiutando lo scoop, gli offre cinquemila dollari per raccontare tutta la sua storia, che esce in un articolo in prima pagina il 2 agosto: Ponzi viene apertamente accusato di essere insolvente e sull'orlo della bancarotta. Il 10 agosto gli agenti federali irrompono alla sede della Securities Exchange Company e ne ordinano la chiusura, assieme alla Hanover Trust Bank; la perquisizione non porta alla luce alcuno stock consistente di buoni, segno evidente della natura fittizia dello schema d'investimento.
Nei giorni successivi il Post continua nella campagna stampa contro Ponzi, pubblicandone la fedina penale e i primi piani del suo volto sorridente scattati durante l'arresto in Canada. Il 13 agosto Ponzi viene arrestato con svariati capi d'accusa, tra i quali 86 frodi. Nonostante tutto molte persone credono ancora in lui e se la prendono con gli ispettori federali che l'hanno "incastrato". Secondo le stime finali, nella società di Ponzi avevano investito 40.000 persone, per una cifra complessiva di 15 milioni di dollari (236 milioni di dollari ai prezzi del 2024).

### La prigione, gli ultimi anni e la morte
Il 1º novembre 1920, Ponzi è dichiarato colpevole di frode postale e condannato alla pena di cinque anni da scontare in una prigione federale. Viene rilasciato dopo tre anni e sei mesi. Viene condannato ad altri nove anni dalle autorità del Massachusetts.
In attesa del processo di appello, paga la cauzione e una volta libero si trasferisce in Florida, dove, sotto falso nome (Charles Borelli), organizza una nuova truffa (del genere scam). Compra dei terreni a 16 dollari l'acro, suddivide ogni acro in ventitré lotti e vende ciascun lotto a 10 dollari, promettendo agli acquirenti rendimenti favolosi.
Le autorità della Florida si accorgono presto della truffa organizzata da Ponzi e lo arrestano per frode, condannandolo ad un anno di reclusione. Ancora una volta, il 3 giugno 1926 Ponzi esce su cauzione e scappa in Texas, dove, rasatosi i capelli e fattosi crescere i baffi, cerca di imbarcarsi su una nave mercantile diretta in Italia. Ma il 28 giugno viene scoperto e catturato nel porto di New Orleans. Scrive un telegramma al Presidente Calvin Coolidge chiedendo di essere espatriato, ma la sua richiesta viene rifiutata e Ponzi viene rispedito a Boston per finire di scontare la sua pena.
Nel frattempo, gli ispettori governativi stanno cercando di ricostruire i bilanci di Ponzi, per capire quanto denaro avesse raccolto e dove fosse andato. Ma una stima precisa non è mai stata raggiunta. Ponzi viene rilasciato il 7 ottobre 1934, dopo aver scontato sette anni di carcere. È immediatamente espatriato e ricondotto in Italia, non avendo mai ottenuto la cittadinanza statunitense. All'uscita della prigione una folla inferocita lo attende. Prima di andarsene dice ai giornalisti lì presenti: "Cercavo guai, e li ho trovati." Rose, la moglie, rimane a Boston e chiede il divorzio.
In Italia, Ponzi tenta di replicare diverse volte lo schema, ma senza fortuna. Tornato a Roma, si guadagna da vivere come traduttore d'inglese. Dal 1939 al 1942 lavora nella compagnia aerea L.A.T.I., per gestire i rapporti con Rio de Janeiro: ottenne il lavoro grazie all'intercessione del cugino Attilio Biseo, pilota d'aerei personale del Duce e ideatore dell'operazione S. Ma, durante la seconda guerra mondiale, il Brasile entra in guerra contro l'Asse e Ponzi perde il lavoro.
Trascorre gli ultimi anni di vita in povertà a Rio, sbarcando il lunario con lavoretti. Nel 1948 ha un ictus, che gli provoca un'emiparesi sinistra e la perdita parziale della vista. Muore in un ospedale per poveri a Rio de Janeiro l'anno dopo, il 18 gennaio 1949. Lascia un manoscritto incompiuto intitolato: The Fall of Mister Ponzi (La caduta del signor Ponzi).